# Haloperidol

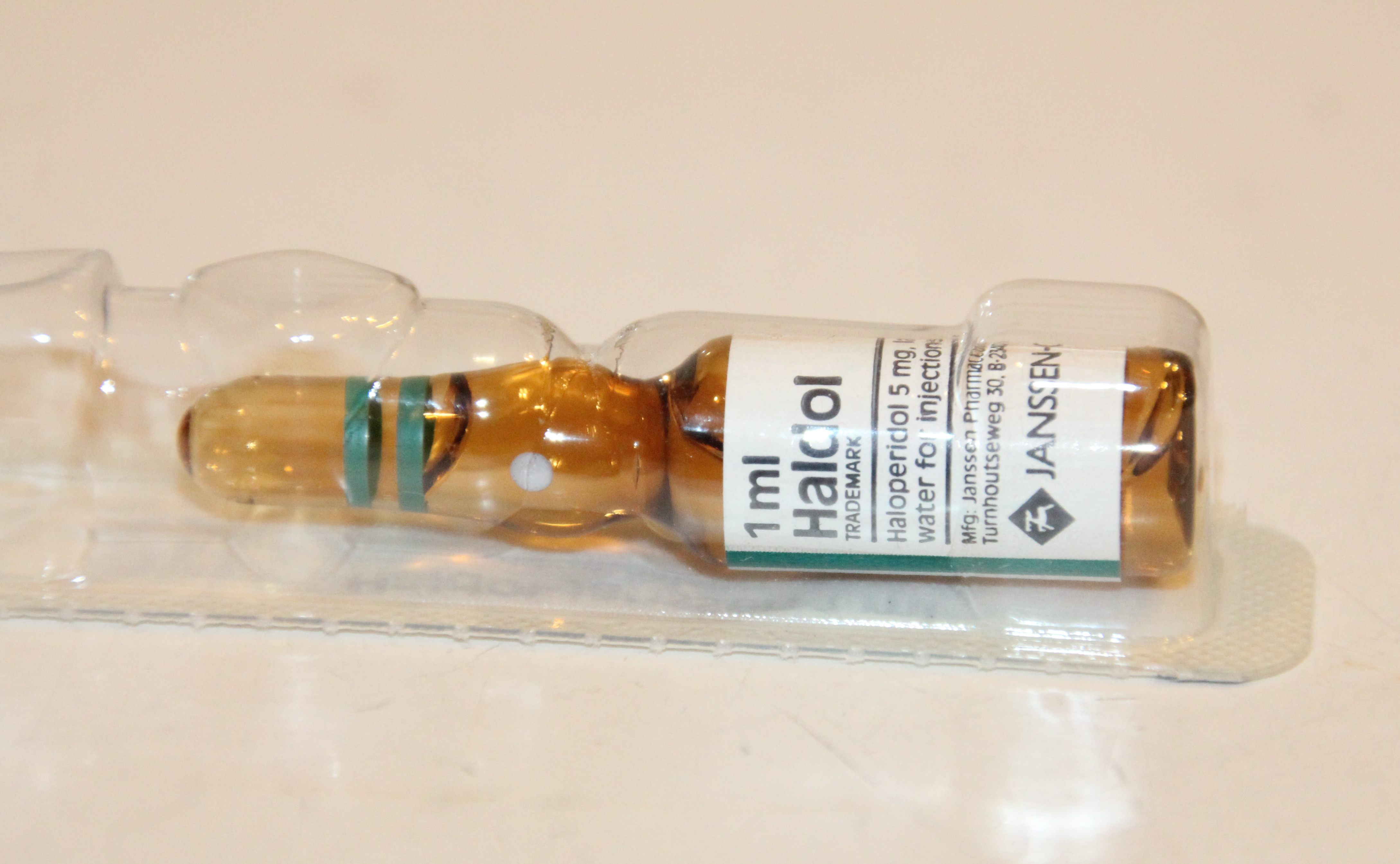
L'haloperidol es comercialitza sota la marca Haldol, entre d'altres.

L'haloperidol és un fàrmac neurolèptic, antiemètic i antipsicòtic convencional, que forma part de les butirofenones, sintetitzat l'any 1958 per Janssen. Es tracta d'un dels primers medicaments que es van usar en el segle XX per al tractament de les malalties mentals, i en especial l'esquizofrènia. A Espanya està comercialitzat amb el mateix nom.

## Mecanisme d'acció
És un bloquejador no selectiu dels receptors sensitius de dopamina en el cervell. La dopamina, a més d'augmentar la seva activitat en trastorns psicòtics, involucra la via motora extrapiramidal. Tardanament, es pot desenvolupar pel constant bloqueig d'aquests receptors una hipersensibilitat que explica la discinèsia tardana en tractaments de llarg termini.

## Indicacions
S'utilitza per tractar l'esquizofrènia, estats psicòtics aguts, alguns estats d'agitació psicomotriu, estats maníacs, trastorn de pànic, tartamudesa i angoixa.
S'usa en el tractament de la corea de Huntington, essent un dels neurolèptics més usats (dosi 6-9 mg/dia).

## Contraindicacions
L'haloperidol, com la majoria de fàrmacs, presenta tota una sèrie de contraindicacions que s'han de tenir en compte alhora de la seva preinscripció. Algunes d'aquestes contraindicacions són: depressió profunda del sistema nerviós central, Parkinson, concomitància a l'alcohol i hipersensibilitat a l'haloperidol o components.

## Posologia

### Via oral
La dosi recomanada d'haloperidol en adults i nens és diferent. En els adults la dosi d'inici és de 0,5.2 mg 2 o 3 cops al dia. La dosi de manteniment en adults és d'1 mg a 15 mg al dia repartits entre 2 o 3 vegades diàries.
Pel que fa als nens, la dosi es calcula segons l'edat. En nens majors de cinc anys la dosi recomanada és de 0,50 mg repartit en dos cops diaris, en canvi, els de menys de cinc, 0,25 mg 2 cops al dia.

### Via endovenosa
En adults es pot administrar l'haloperidol per via endovenosa. Així, la dosi recomanada és d'entre 5 mg i 10 mg intramuscular (IM) o endovenosa (EV) de forma lenta amb una repartició d'1-2 cops diaris.

## Efectes secundaris
Com tots els antipsicòtics en general, presenta freqüentment efectes secundaris adversos. Associats al bloqueig dels receptors de dopamina presenta amb certa freqüència extrapiramidalisme (trastorns motors com tremolor en repòs, i rigidesa similar al Parkinson) segons dosi, que es poden manejar amb anticolinèrgics. Presenta a més altres efectes motors més tardans com acatísia, inquietud en romandre al llit o assegut, tardodisquinesia, que fa referència a moviments anormals de les mans i la boca, entre d'altres. Altres efectes de l'haloperidol són: mareig, visió borrosa, xerostomia, restrenyiment, diarrea, nàusees, vòmits, nerviosisme, cefalea, entre d'altres.
Hi ha altres efectes adversos que requereixen assistència mèdica el més aviat possible. Aquests són: febre, sudoració, confusió, rigidesa muscular, taquicàrdia, taquipnea, convulsions, disfàgia, entre d'altres.
La síndrome neurolèptica maligna és una reacció adversa greu, amb hipertèrmia, hipertonia muscular generalitzada, alteracions respiratòries i altres alteracions disautonòmiques que poden portar a la mort al pacient.

## Interaccions
L'haloperidol interacciona amb l'antibiòtic d'ús hospitalari imipenem provocant disminució de tensió arterial (hipotensió) en administrar imipenem per via intravenosa. Altres fàrmacs amb els quals pot interaccionar és amb la levodopa, utilitzada en pacients amb Parkinson, i també causa la inhibició dels antidepressius tricíclics, entre d'altres. El tractament simultani d'haloperidol i liti pot provocar encefalopatia, símptomes extrapiramidals, discinèsia tardana, o síndrome neurolèptico-maligne, entre d'altres.

## Embaràs i lactància
Durant l'embaràs, abans d'utilitzar l'haloperidol, cal avaluar quins són els riscos i beneficis per la dona i el nadó. Només es pot utilitzar si el benefici és superior al risc. Pel que fa a la lactància, el seu ús no està recomanat, ja que s'excreta per la llet materna. Si el seu ús fos molt urgent i imprescindible s'hauria de valorar la relació risc-benefici.